# Инцидент Капитана Полночь
Инцидент Капитана Полночь — вторжение в эфир телеканала HBO, произошедшее 27 апреля 1986 года в 00:32 EST.
Американский инженер-электрик и предприниматель Джон Р. Макдугалл под псевдонимом «Капитан Полночь» вторгся в спутниковый сигнал HBO во время показа фильма «Агенты Сокол и Снеговик» и вывел на экран протестное сообщение, в котором выразил своё недовольство платой в размере $12,95 в месяц за доступ к каналу. Сообщение транслировалось в течение четырёх с половиной минут.

## Нарушитель
Джон Р. Макдугалл родился в Элмхерсте, штат Иллинойс, США. Он родился в семье строительного подрядчика Роберта Макдугалла и его жены домохозяйки Тельмы Макдугалл. Вскоре после выхода отца на пенсию в 1970 году семья переехала в Форт-Лодердейл, штат Флорида, где Макдугалл получил школьное образование. Затем два года проучился в Вустерском политехническом институте и бросил учёбу, устроившись на работу установщиком спутниковых тарелок.
В 1983 году Макдугалл открыл дилерский центр спутниковых тарелок «MacDougall Electronics» в Окале. Первоначально компания получала приличную прибыль, но после отключения спутникового сигнала HBO 15 января 1986 года её оборот существенно снизился. Макдугаллу предложили работу на неполный рабочий день на наземной станции Центральной Флориды, которая обеспечивала связь со спутниками в качестве инженера по эксплуатации, чтобы помочь ему оплачивать счета. Поскольку он не обслуживал почти никаких клиентов, Макдугалл перестал платить за рекламу компании и сэкономил деньги, отключив кондиционер. В этот период он становился все более замкнутым. Позже Макдугалл сказал об этом периоде: «Я наблюдал, как великая Американская мечта ускользает из моих рук».
20 апреля 1986 года в 00:49 утра по EST, Макдугалл вторгся в эфир HBO на короткий период, вывев на экран настроечную таблицу. Телеканал HBO не расследовал этот инцидент, поскольку он произошёл в ночные часы и не препятствовал просмотру телеканала.

## Вторжение
26 апреля 1986 года Макдугалл работал в своем магазине в обычном режиме и закрылся в 16:00 по EST. Поужинав, он отправился на наземную станцию Центральной Флориды вместе с ещё одним дежурным инженером. Второй инженер ушёл в 18:00 вечера, оставив Макдугалла одного в здании. Макдугалл курировал передачу фильма «Большое приключение Пи-Ви» на платном телеканале People's Choice. После того, как фильм закончился, он продолжил свою обычную работу. Перед уходом из центра Макдугалл настроил таблицу с цветными полосками и использовал генератор символов Quanta Corporation Microgen MG-100 для печати букв. Он потратил пару минут на составление своего сообщения. Макдугалл начал свою послание с вежливого приветствия, поскольку не хотел показаться грубым. Он выбрал псевдоним «Капитан Полночь» из фильма, который он недавно видел в эфире с персонажем с таким именем.
Макдугалл вернул 9,1 метровую передающую антенну на местоположение Galaxy 1, спутника, на котором транслировался HBO. Определение координат спутника не представляло большую трудность для Макдугалла, поскольку частоты широко публиковались в руководствах и журналах для энтузиастов. В знак протеста против введения высоких сборов и оборудования для шифрования Макдугалл передал сигнал на спутник, который на четыре с половиной минуты перекрыл телепередачу канала HBO фильма 1985 года «Агенты Сокол и Снеговик», который начался двумя минутами ранее. Текстовое сообщение из пяти строк, напечатанное белыми заглавными буквами, появилось на экранах подписчиков HBO в восточной половине США, на долю которых в то время приходилось более половины из 14,6 миллионов подписчиков HBO.
Сообщение было таким:
| Оригинальный текст                                                                                       |
| --- |
| GOODEVENING HBO FROM CAPTAIN MIDNIGHT $12.95/MONTH ? NO WAY ! [SHOWTIME/MOVIE CHANNEL BEWARE!]           |
| Перевод на русский язык                                                                                  |
| ДОБРОГО ВЕЧЕРА, HBO ОТ КАПИТАНА ПОЛНОЧЬ $12,95 В МЕСЯЦ? НИ ЗА ЧТО! [SHOWTIME/MOVIE CHANNEL, БЕРЕГИТЕСЬ!] |

В Hughes Network Systems, компании, которая владела спутником, попытались увеличить мощность передатчика, на что Макдугалл ответил тем же. Затем он испугался поломки спутника из-за увеличенной мощности, вышел из эфира и отправился домой.